# شورش ۱۶۸۹ بوستون
شورش ۱۶۸۹ بوستون یک قیام مردمی در ۱۸ آوریل ۱۶۸۹ علیه حاکمیت سِر ادموند اندروس، فرماندار سلطه نیوانگلند بود. یک ازدحام سازماندهی‌شده از شبه‌نظامیان محلی و شهروندان در شهر بوستون، مرکز حاکمیت تشکیل شد و مقامات حکومتی را دستگیر می‌کرد. اعضای کلیسای انگلستان نیز در صورتی که اعتقاد بر این بود که با ادارهٔ حاکمیت همدردی می‌کنند، بازداشت می‌شدند. در جریان شورش هیچ‌کدام از جناح‌ها تلفاتی نداشتند. رهبران سابق مستعمره خلیج ماساچوست سپس کنترل دولت را دوباره به دست گرفتند. در سایر مستعمرات، اعضای دولت‌هایی که به دلیل سلطه آواره شده بودند، به قدرت بازگردانده شدند.